# Mogyoróska
Mogyoróska ist eine ungarische Gemeinde im Kreis Gönc im Komitat Borsod-Abaúj-Zemplén.

## Geografische Lage
Mogyoróska liegt 63 Kilometer nordöstlich des Komitatssitzes Miskolc im Naturschutzgebiet Zemplén. Nachbargemeinden sind die jeweils vier Kilometer entfernten Gemeinden Fony im Westen und Regéc im Nordosten. Die nächste Stadt Encs ist 25 Kilometer von Mogyoróska entfernt.

## Sehenswürdigkeiten
- Griechisch-katholische Kirche Szent Péter és Pál apostolok, erbaut 1862

## Verkehr
Mogyoróska ist nur über die Nebenstraße Nr. 37118 zu erreichen. Der nächstgelegene Bahnhof befindet sich nordwestlich in Fony.

## Bilder

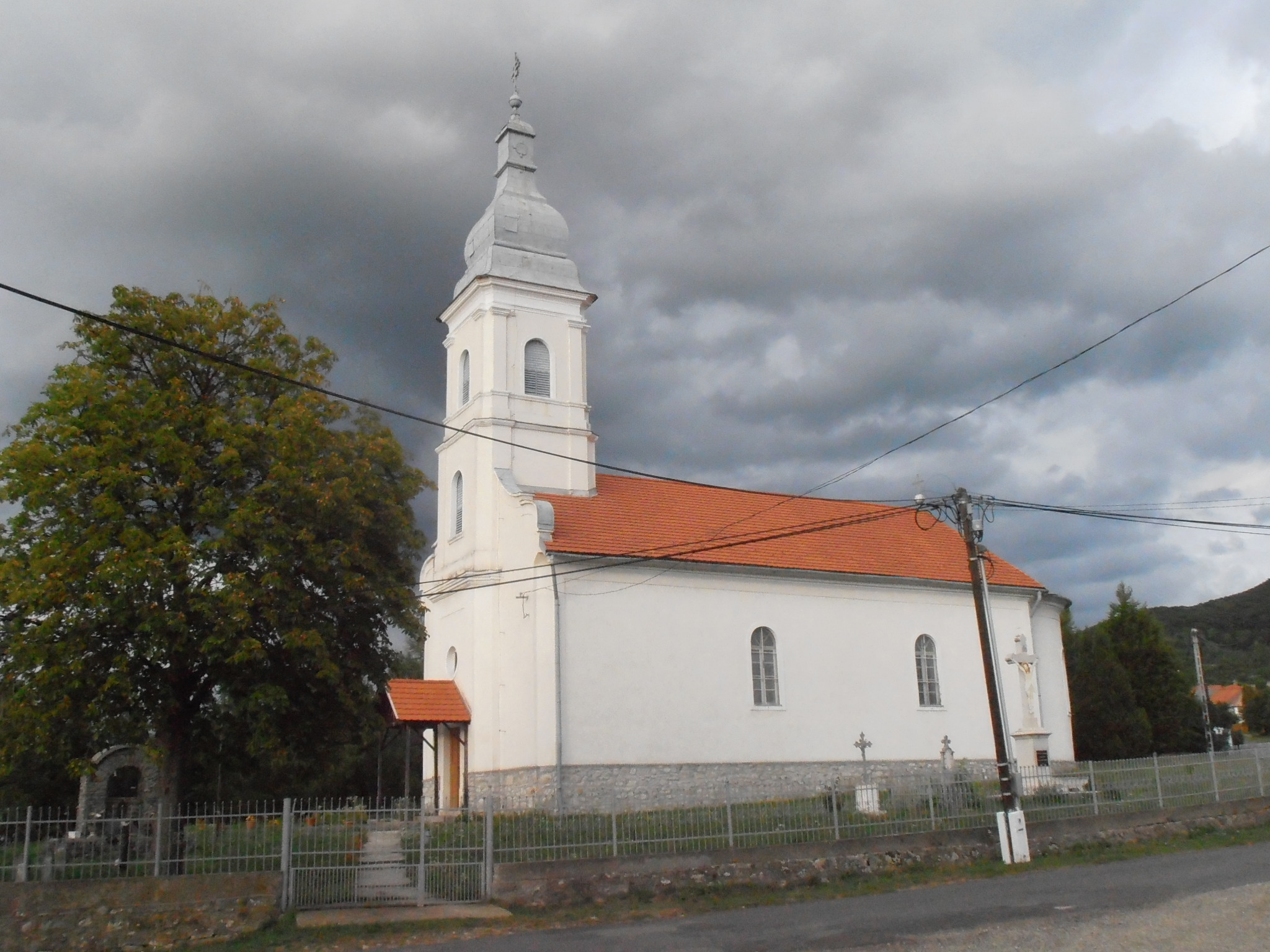
Griechisch-katholische Kirche Szent Péter és Pál apostolok
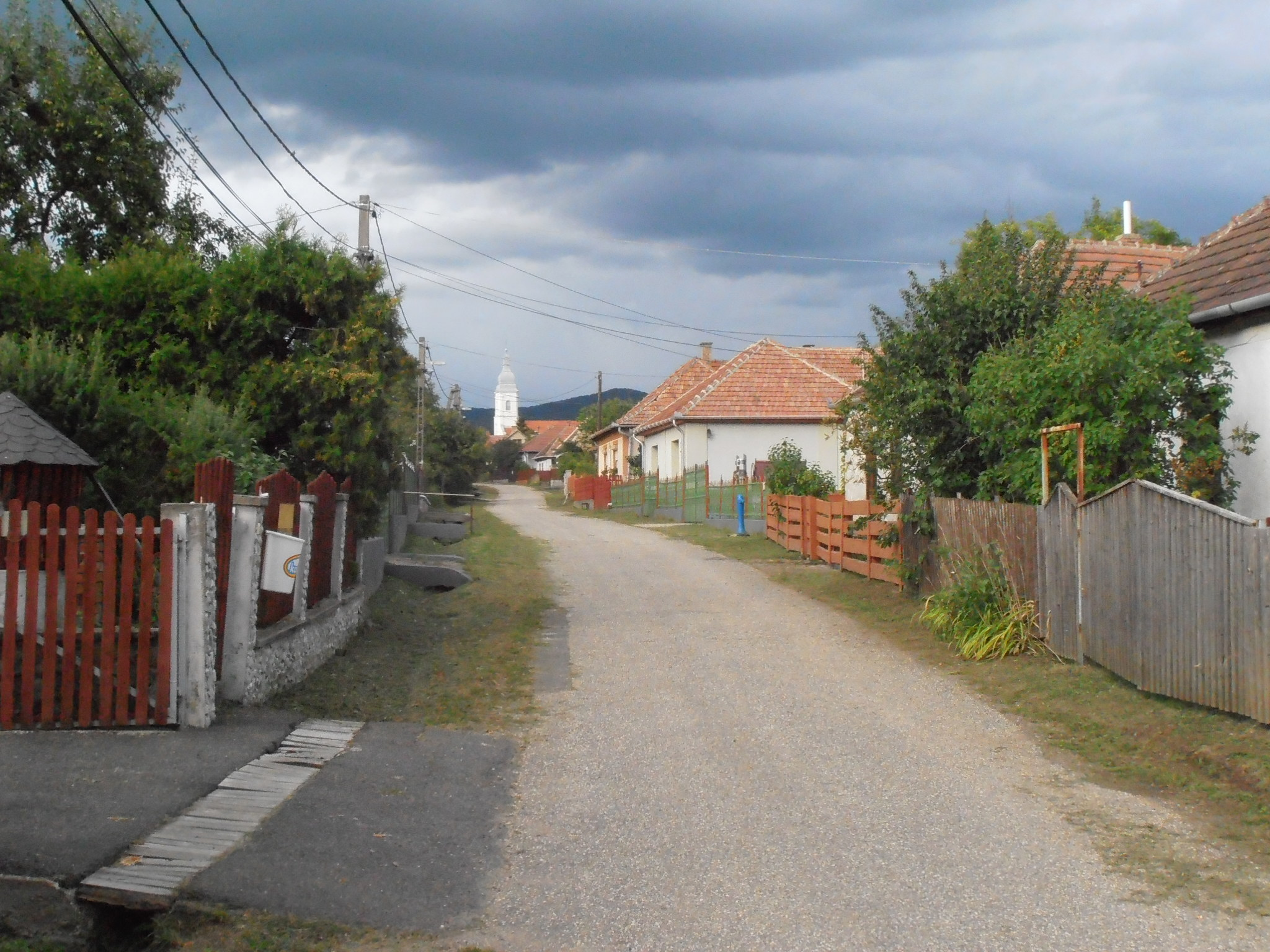
Straßenbild in Mogyoróska